# Rhumel
Der Rhumel (auch Rhummel, Rummel) ist ein Fluss im nordöstlichen Algerien, der vor allem durch seine tiefe Schlucht in Constantine bekannt ist. 

## Beschreibung
Der Rhumel entspringt etwa 70 km westlich von Constantine in etwa 1090 m Höhe im Tellatlas oberhalb des Ortes Bellaa in der Provinz Sétif. Er fließt zunächst in südöstlicher Richtung nach Tadjenanet an der Grenze zur Provinz Mila. Von dort schlängelt er sich in östlicher Richtung in dem weiten Hochtal, das auch von der Nationalstraße N 5 nach Constantine benutzt wird. Dabei fließt er über Chelghoum Laïd (ex Châteaudun-du-Rhumel) und durch einen Stausee vor dem Ort Oued Athmania. Bei Aïn Smara verengt sich das Tal, das zu dem weiter nordöstlich auf einem hohen Felsplateau liegenden Constantine führt. Dort, bei den Ruinen des römischen Aquädukts, verschwindet der Fluss in einer anfangs schon über 100 m tiefen, Oued Rhumel genannten Schlucht um die Altstadt herum. Bis zum anderen Ende im Norden der Altstadt wird die Schlucht über 175 m tief, wobei der Rhumel sie über einen Wasserfall verlässt, der weitere rund 30 m in die Tiefe stürzt.

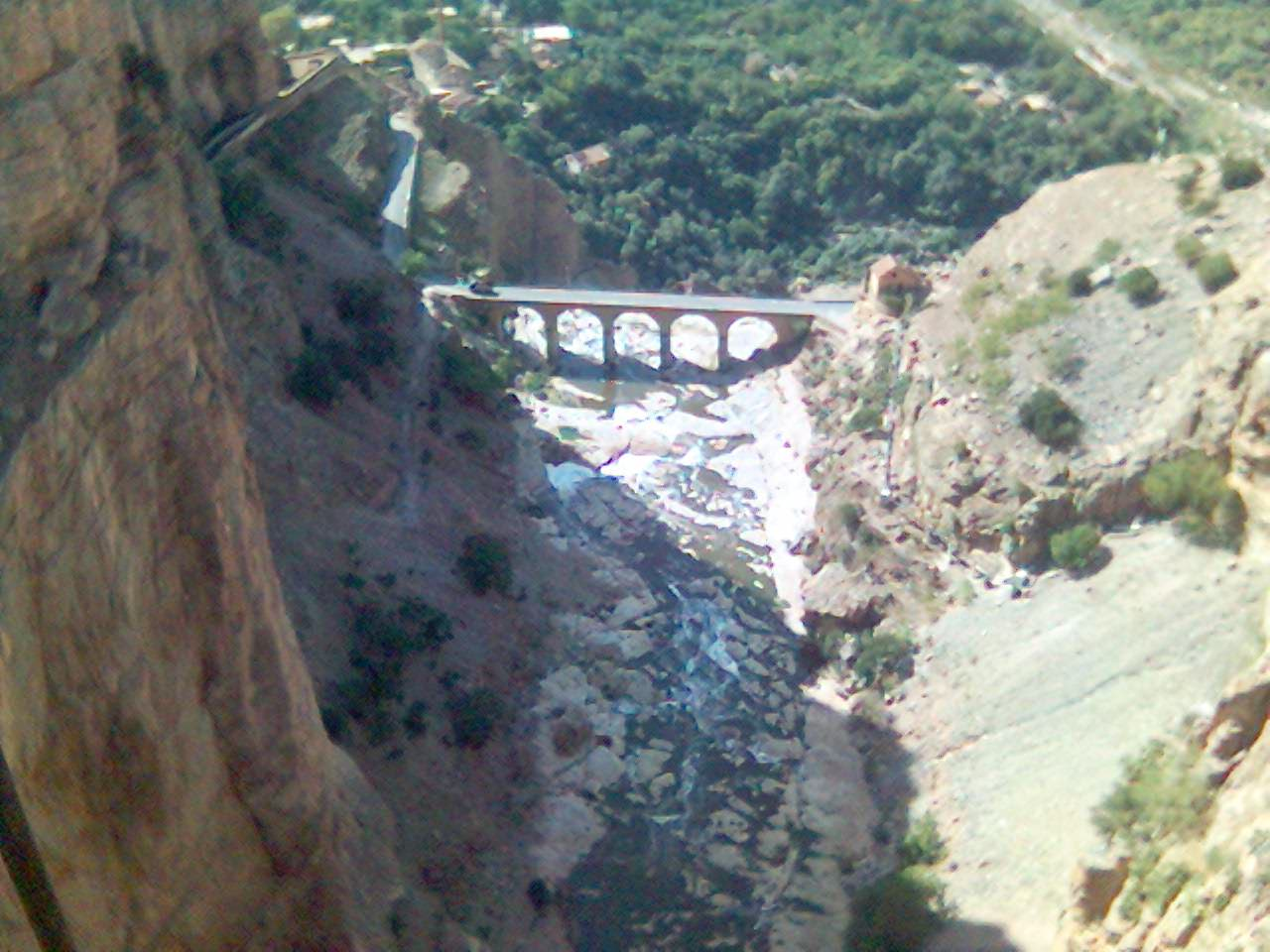
Der Rhumel im Ausgang der Schlucht in Constantine

In vorgeschichtlicher Zeit hat sich der Fluss Rhumel nicht etwa in den Kalkfelsen eingeschnitten, sondern sich einen Weg unter dem Felsplateau von Constantine hindurch gesucht. Im Lauf der Zeit stürzte die Decke dieses unterirdischen Flusses immer weiter ein, so dass eine Schlucht mit fast senkrechten Wänden entstand, die der Altstadt von Constantine eine sichere, von dem übrigen Plateau getrennte Lage bot.  Reste dieser Decke und damit des unterirdischen Flusses sind in der Schlucht heute noch vorhanden.
Unterhalb von Constantine wird der Fluss Oued El Kébir genannt und in einiger Entfernung ständig von der N 27 begleitet. Er fließt in nordwestlicher Richtung durch das weite Hügelland und mündet bei Grarem in den ausgedehnten Stausee Beni Haroun. Hinter dessen Damm beginnen die Gorges de Beni Haroun bzw. Gorges de Jijel, eine Folge enger Bergtäler, durch die der Fluss den Tellatlas durchquert und mit deutlichem Gefälle an El-Milia vorbei etwa 30 km östlich von Jijel ins Mittelmeer fließt.
Der Rhumel überwindet eine in Straßenkilometer gerechnete Entfernung von rund 200 km. Sein Wasser wird in erheblichem Maße landwirtschaftlich genutzt, so dass er nur nach reichlichen Niederschlägen nennenswerte Wassermengen führt.

## Hydrometrie
Die Durchflussmenge des Rhumel wurde an der hydrologischen Station El Ancer bei dem größten Teil des Einzugsgebietes, über die Jahre 1972 bis 1979 gemittelt, gemessen (in m³/s).

## Erosion im Einzugsgebiet
Durch die unregelmäßigen Niederschläge und die spärliche Vegetation, sowie das unregelmäßige Relief, gehört Nordwestalgerien zu den Regionen, die am stärksten von Bodenerosion betroffen sind. Im Falle des Rhumel, sind das durchschnittlich 782 t Sediment pro km² Einzugsgebiet im Jahr.